# Dialetto söl'ring

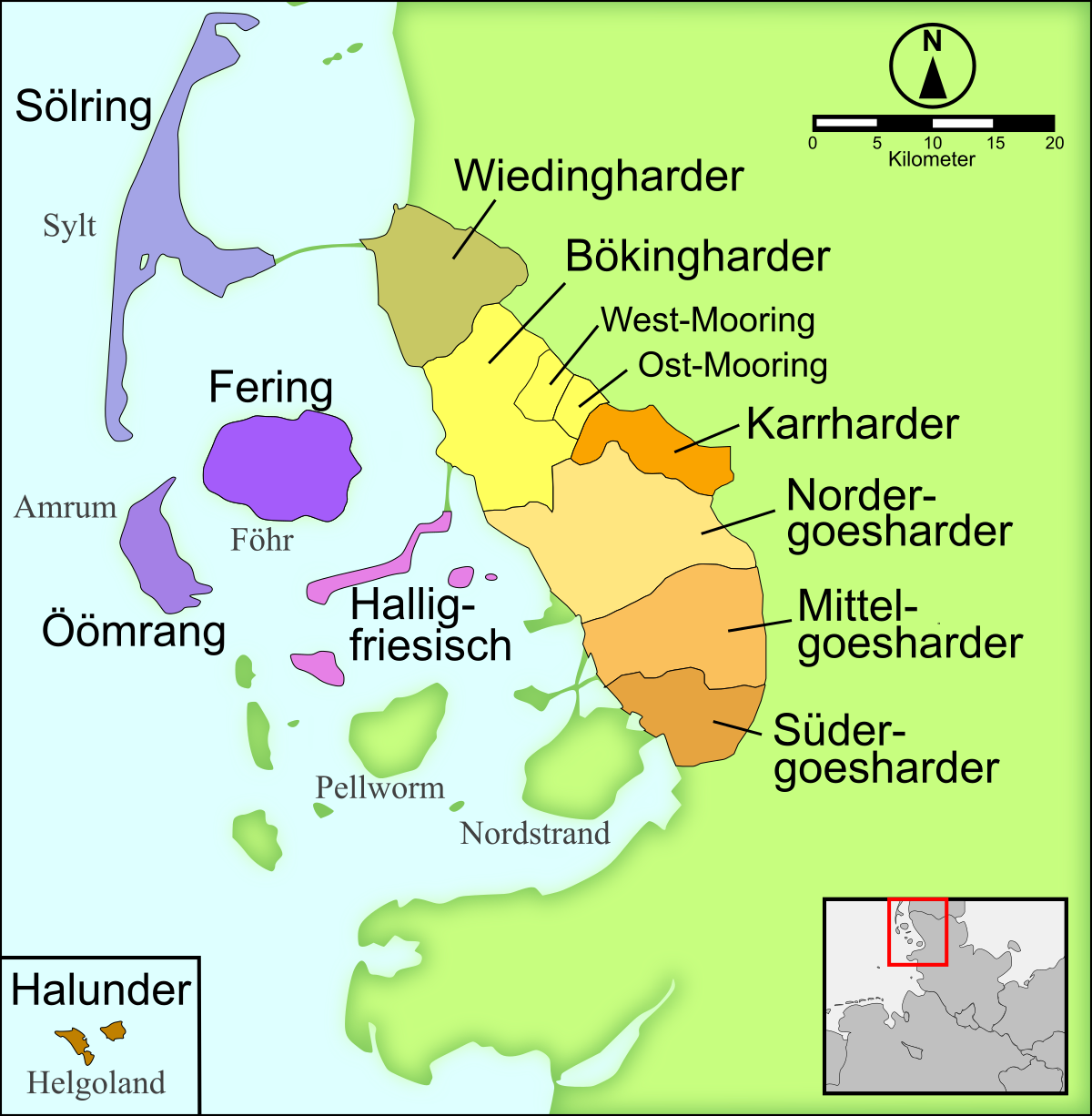
Mappa dei dialetti del frisone settentrionale con il Söl'ring

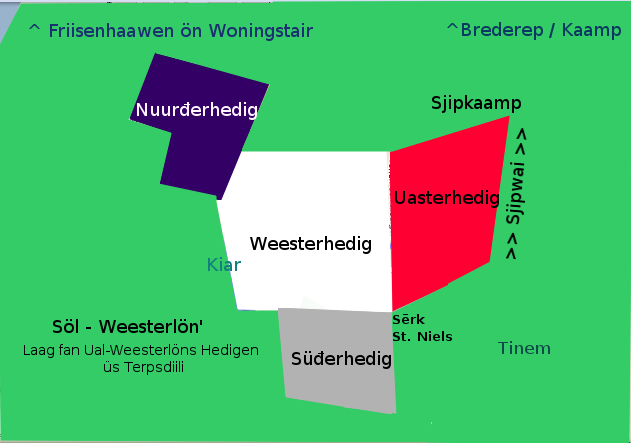
Mappa di Sylt con indicazioni in Söl'ring

Il Söl'ring o Sölring, chiamato in tedesco anche Sylter Friesisch ("frisone di Sylt"), è un dialetto del frisone settentrionale parlato nell'isola tedesca di Sylt (nel dialetto locale: Söl), nel Land dello Schleswig-Holstein (Germania nord-occidentale). Questo dialetto conta circa 800 parlanti.

## Storia

### XIX e XX secolo

#### Il declino della lingua
Alla fine del XIX secolo, ancora l'80%  della popolazione di Sylt parlava il Söl'ring, anche se la percentuale scendeva al 50% a Westerland, il centro mondano dell'isola.
La percentuale di parlanti tendeva infatti sempre di più a scendere nelle località maggiormente frequentate da turisti: nel 1928, soltanto il 12% e il 50% dei residenti parlava il Söl'ring rispettivamente a Westerland e a Keitum.
Nel 1935 Herman Schmidt, nativo di Wenningstedt, iniziò a preparare per un supplemento dello Sylter Zeitung chiamato Fuar Sölring Lir una raccolta di oltre 600 proverbi in Söl'ring.. Alla base del suo lavoro vi era principalmente una lista di 300 proverbi redatta da Jap P. Hansen (1767-1855), il padre di C. P. Hansen.
Schmidt creò inoltre una propria ortografia di questo dialetto.

#### Dopo la seconda guerra mondiale: la riscoperta
Dopo la seconda guerra mondiale si assistette  ad una "riscoperta" di questo dialetto da parte della popolazione di Sylt.
Negli anni sessanta del XX secolo, il Söl'ring figurava tra le materie scolastiche e negli anni sessanta e settanta furono anche stampati i primi dizionari e i primi manuali per l'apprendimento del Söl'ring
La riscoperta della lingua locale portò inoltre alla messa in scena di pezzi teatrali in Söl'ring e alla traduzione in questo dialetto di libri per bambini.

## Esempi di lingua

### Parole di uso comune
- Riin (ted. Regen) = "pioggia"[4]
- Senenskiin (ted. Sonnenschein) = "splendere del sole", "luce solare"[4]

## Cultura

### Letteratura
Principale esponente della letteratura Söl'ring fu il poeta Jens Emil Mungard (1885-1940), autore di 800 poemi ed oppositore del nazismo.
La sua tomba reca un'iscrizione in lingua locale, accanto alle traduzioni in tedesco e inglese:
Ströntistel

Ströntistel es min bloom,

Ströntistel neem 's uk mi.

Jü gröört üp dünemsön,

Ik üp de leewents-strön,

En proter haa wat bið!
Un altro esponente della letteratura in lingua locale è il già citato Herman Schmidt, autore della commedia Der Geitzhals auf der Insel Silt, il primo libro stampato in frisone settentrionale.

### Musica

#### Üüs Söl'ring Lön'
In Söl'ring è stato scritto nel 1909 da C. P. Christiansen l'inno non ufficiale dell'isola di Sylt, intitolato Üüs Söl'ring Lön' ("La nostra terra natia di Sylt"). Il brano viene intonato annualmente tra il 21 e il 22 febbraio in occasione del Biikebrennen.
La prima strofa e il ritornello del testo recitano.:
Üüs Söl'ring Lön', dü best üüs helig

Dü blefst üüs ain, dü best üüs Lek

Din Wiis tö hual'en, sen wü welig

Di Söl'ring Spraak auriit wü ek

Wü bliiv me di ark Tir forbün'en

Sa lung üs wü üp Warel' sen

Uk diar jaar Uuning bütlön' fün'en

Ja leng dach altert tö di hen

Ritornello:

Kumt Riin

Kumt Senenskiin

Kum junk of lekelk Tiren

Tö Söl' wü hual' - Aural;

Wü bliiv truu Söl'ring Liren

[...]